# Hegedűs Ádám
Hegedűs Ádám (Kecskemét, 1988. március 29. –) magyar labdarúgó, a Kecskeméti TE játékosa, 2011 tavaszán kölcsönben Mezőkövesden játszott, támadó. Korábban egy rövid időszakot egy olasz klubban, a Virtus Casaranoban töltött. 2010-ben született meg kisfia, Ádám.
2012-ben közös megegyezéssel szerződést bontott a Kecskeméti TE csapatával.

## Külső hivatkozások
- Hlsz.hu adatlap